# 馬約拉納方程式
馬約拉納方程式（義大利語：Equazione di Majorana）是相對論性的波動方程式。它與狄拉克方程式相似，然而式子中包含了粒子的共軛。此方程式由義大利物理學家埃托雷·馬約拉納（Ettore Majorana）提出。
馬約拉納方程式在費曼的表示法下形式如下：
{\displaystyle i{\partial \!\!\!/}\psi -m\psi _{c}=0\qquad \qquad (1)}
其中粒子的共軛{\displaystyle \psi _{c}}定義為：
{\displaystyle \psi _{c}=\gamma ^{2}\psi ^{*}}
方程式{\displaystyle (1)}也可以改寫成：
{\displaystyle i{\partial \!\!\!/}\psi _{c}-m\psi =0\qquad \qquad (2)}
若{\displaystyle \psi =\psi _{c}}，我們就稱{\displaystyle \psi }為馬約拉納旋量場。不同於狄拉克旋量場，馬約拉納旋量場在勞侖茲群是實數的表象，所以我們能夠包含旋量場與其複數共軛在同一個式子中。事實上，這意味著我們總是有方法將馬約拉納旋量場用四個實數部份來表示。
滿足馬約拉納方程式的粒子稱作「馬約拉納粒子」，這代表粒子同時是自己的反粒子。所有標準模型中的粒子都未被描述存在這種性質。然而目前並未排除微中子是一種馬約拉納粒子的可能性。如果微中子滿足馬約拉納方程式，我們便有機會觀察到不放出微中子的雙重β衰變。目前有許多實驗試圖去驗證微中子是否為馬約拉納粒子。

## 參看
- 馬約拉納費米子
- 費曼斜線標記
- 微中子
- β衰變

## 外部連結
- Majorana-當代物理傳奇 （页面存档备份，存于）
- Majorana returns （页面存档备份，存于）